# Dominikanerkloster Köln

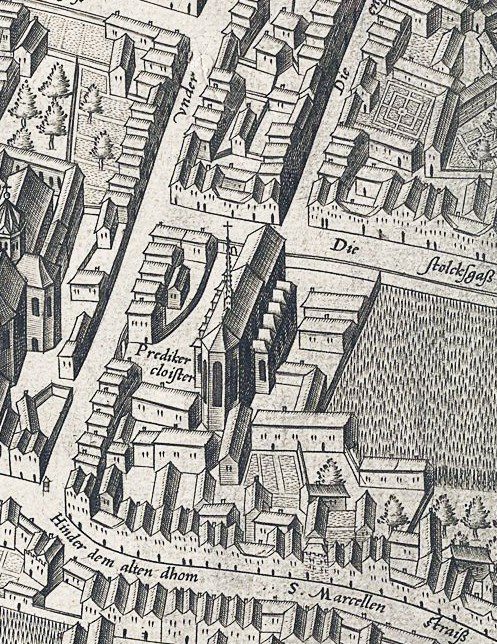
Dominikanerkloster Köln auf dem Stadtplan von Arnold Mercator (1571)

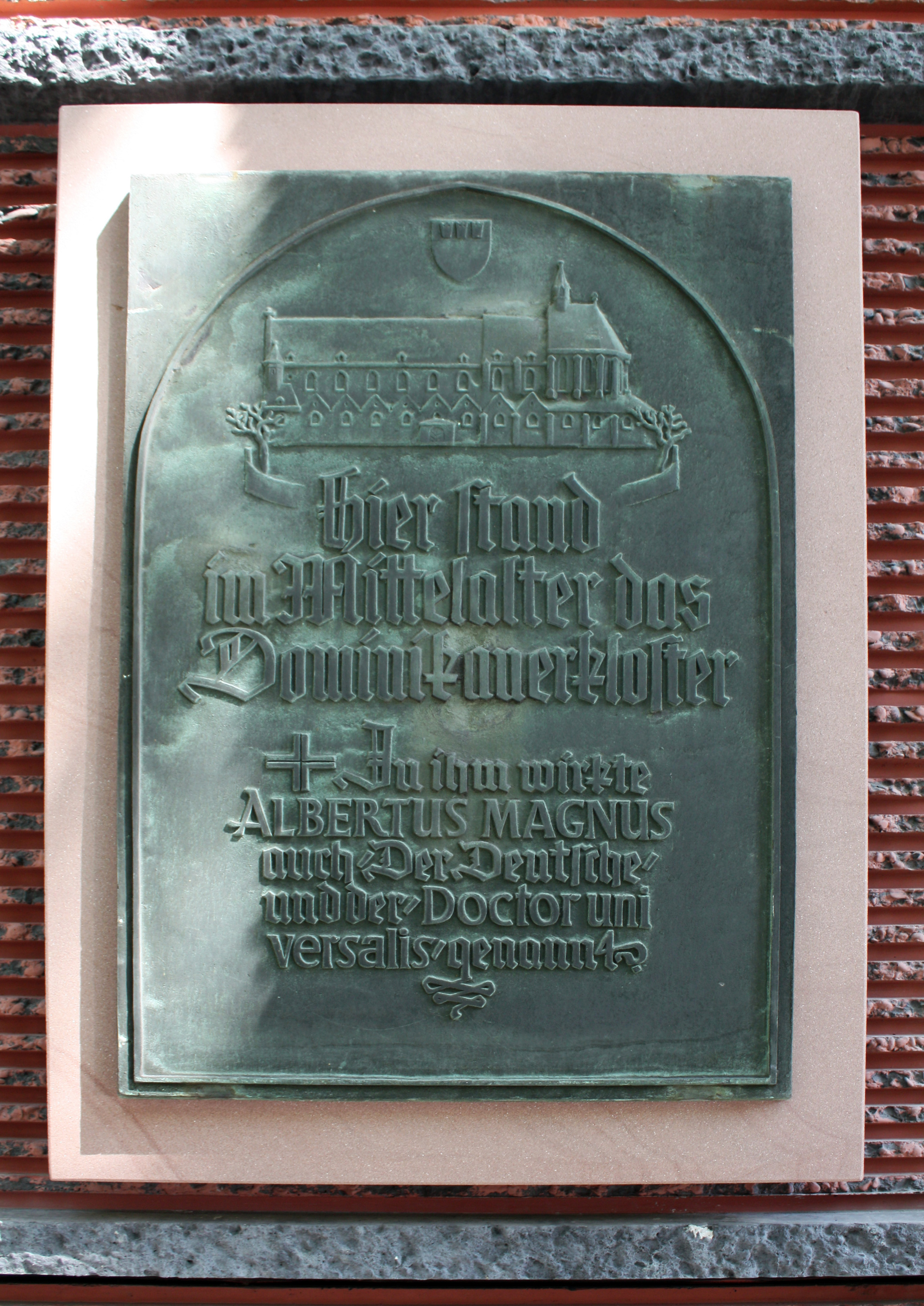
Gedenktafel von 1937 am einstigen Standort

Das Dominikanerkloster in Köln war neben dem Dominikanerkloster Friesach (Kärnten) das älteste aller deutschsprachigen Dominikanerklöster und Hauptkonvent der Rheinprovinz.

## Entwicklung im Mittelalter
Am 30. Mai 1221 wurden vom Generalkapitel der Dominikaner in Bologna – dem noch Dominikus als Ordensgründer vorstand – acht Ordensprovinzen bestimmt, zu denen „Teutonia“ für Deutschland gehörte. In der Folge wurde eine Delegation unter Führung von Frater Salomon (Prior von Friesach) zwecks Gründung eines Konvents nach Köln entsandt. Die Stiftsherren von St. Andreas stellten ihm das Hospital der Kirche St. Maria Magdalena zur Verfügung. Im mittelalterlichen Kölner Stadtteil Niederich wurde auf der ehemaligen Breite Straße (seit 1215 „latam plateam“) Nr. 4/Ecke Stolkgasse („vicus stolcorum“) – heute Unter Sachsenhausen Nr. 4 – wohl noch 1221 das Dominikanerkloster „Heilig Kreuz“ errichtet. Die förmliche Etablierung des Kölner Konvents liegt zwischen Pfingsten 1221 und 1224. Frater Salomon fuhr über Köln weiter nach Dänemark, in Köln „rezipierte“ er ein Haus (eine Ordensniederlassung). Weitere Details über seine Gründungsphase sind nicht überliefert; jedenfalls ist erstmals 1224 vom „conventus Sanctae Crucis“ die Rede. Mitgründer war der in Köln geborene Selige Bruder Heinrich von Köln, der sich seit August 1221 wieder in Köln aufhielt und erster Kölner Prior wurde. Sein Nachfolger wurde nach seinem Tod am 23. Oktober 1229 sein Studienfreund Bruder Leo.
Auf Beschluss des Generalkapitels der Dominikaner vom Juni 1248 kam im Sommer 1248 Albertus Magnus von Paris nach Köln. Er hatte im Hl.-Kreuz-Kloster bereits sein Noviziat absolviert. Jetzt übernahm er die Leitung des im Kloster neu gegründeten „Studium generale et sollemne“ der Dominikaner und führte es zu hohem wissenschaftlichem Rang. Albertus legte im Kloster einen botanischen Klostergarten an. Nach seinem Tod 1280 wurde er in der Klosterkirche beigesetzt. 1483 wurden seine Gebeine erhoben und ein Hochgrab für ihn geschaffen, das 1671 durch einen Barockschrein ersetzt wurde. Vor dem Abriss der Dominikanerkirche wurden die Reliquien 1802 nach St. Andreas überführt.
Die Dominikaner erwarben 1250 zusätzlich die angrenzende palastartige Residenz des verstorbenen Herzog Walrams IV. von Limburg für 150 Kölner Mark. Weitere Zukäufe und Spenden ließen sukzessive einen großen Klosterkomplex mit Kirche, Wirtschaftsgebäuden und Langhaus entstehen. Um 1250 entstand eine dreischiffige spätromanische Hallenkirche von 35 m Länge mit flacher Decke westlich der Stolkgasse. Den geraden Abschluss der Schiffe bildete der Hauptchor mit zwei Nebenchören. 1271 erhielt die Kirche einen hufeisenförmigen Hochchor in gotischem Stil. Hierfür stiftete Albertus Magnus den größten Teil seines Nachlasses.
Bis 1303 war das Dominikanerkloster Köln das organisatorische Zentrum im deutschen Raum, danach folgte eine Abtrennung der nord- und mitteldeutschen Konvente. Köln führte seither die Provinz „Teutonia“, Magdeburg „Saxonia“. Am 13. September 1346 befahl Papst Clemens VI. dem Kölner Erzbischof Walram von Jülich, die Immunität der Dominikaner einzuschränken. Da sich die Dominikaner hiergegen zur Wehr setzen, mussten sie Köln 1347 vorerst verlassen, ihre Häuser wurden konfisziert. Sie kehrten nach dem Schiedsspruch vom 23. Juli 1351 wieder zurück, durften jedoch keinen Grundbesitz mehr erwerben; der konfiszierte Besitz wurde ihnen nicht zurückgegeben. Historisch bedeutende Persönlichkeiten jener Zeit waren insbesondere Jakob Sprenger und Jakob van Hoogstraten. Jakob Sprenger war zwischen 1472 und 1488 Prior. In seine Amtszeit fiel die am 8. September 1475 gegründete Kölner Rosenkranzbruderschaft, deren erste prominente Mitglieder Kaiser Friedrich III., seine Gattin Eleonora und sein Sohn Maximilian I. waren. Jakob van Hoogstraten aus Brabant wurde 1496 in Köln zum Priester geweiht und beendete 1504 im Kloster sein Studium mit einer Promotion. Ab 1508 war er Prior und zugleich päpstlicher Richter für die Erzbistümer Köln, Mainz und Trier. Er starb am 21. Januar 1527 in Köln.
Die gesamte Klosteranlage ist bei Arnold Mercator in seiner Kölner Stadtansicht von 1570 als „Predikercloister“ aus der Vogelperspektive zu erkennen. Sie liegt demnach auf „Under XVI huiseren“/Ecke „Stolckgaß“. Das Dominikanerkloster, seine Wirtschaftsgebäude und das Langhaus der Klosterkirche wurden am 2. März 1659 durch Feuer weitgehend zerstört. Prior Michael Gumpertz gelang ein provisorischer Wiederaufbau, schöner und regelmäßiger als der Vorgangsbau.

## Neuzeit
Als französische Truppen am 6. Oktober 1794 in Köln einmarschierten, benutzten sie Kirchen und Klöster als Lazarette oder Kasernen. Zu diesem Zeitpunkt gab es noch 31 Dominikaner im Kloster. Die Mönche wurden am 17. Juni 1799 von der französischen Besatzung aufgefordert, das Areal innerhalb von zwei Stunden zu verlassen. 1802 wurde das Kloster säkularisiert, die Kirche am 28. September geschlossen und 1804 abgerissen. Wenige erhaltene Glasgemälde wurden an verschiedene Fenster des Kölner Doms eingebaut. Die barocke Orgel gelangte nach Köln-Merheim, in die dortige Kirche St. Gereon. Das baulich stabilisierte Fragment des Konventsgebäudes diente zwischen 1799 und 1814 für 1500 französische Soldaten als Kaserne, ab 1814 als preußische Artilleriekaserne. 1828 beseitigte die Militärbehörde den letzten mittelalterlichen Rest des Klosters, das gotische Torhaus. Vor 1841 wurde der zwischen Marzellenstraße und Stolkgasse gelegene Teil von Unter Sachsenhausen zur Erinnerung an das mittelalterliche Kloster in An den Dominikanern umbenannt. 1889 wurde das Klostergelände arrondiert. An seiner Stelle entstand das auf Betreiben von Heinrich von Stephan gebaute Reichshauptpostamt, das am 15. November 1893 eröffnet wurde.

## Neubeginn

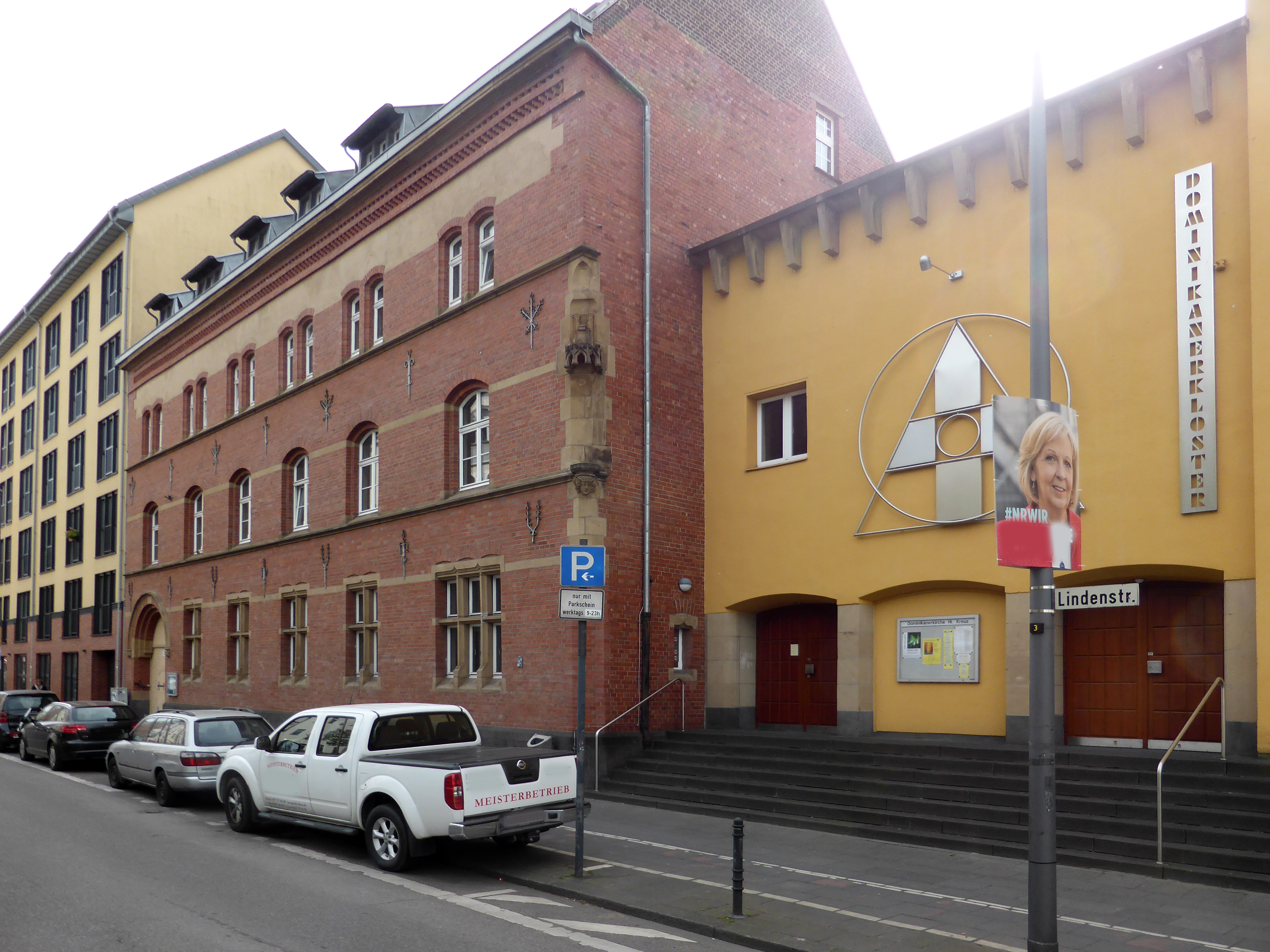
Dominikanerkloster Heilig Kreuz in der Lindenstraße

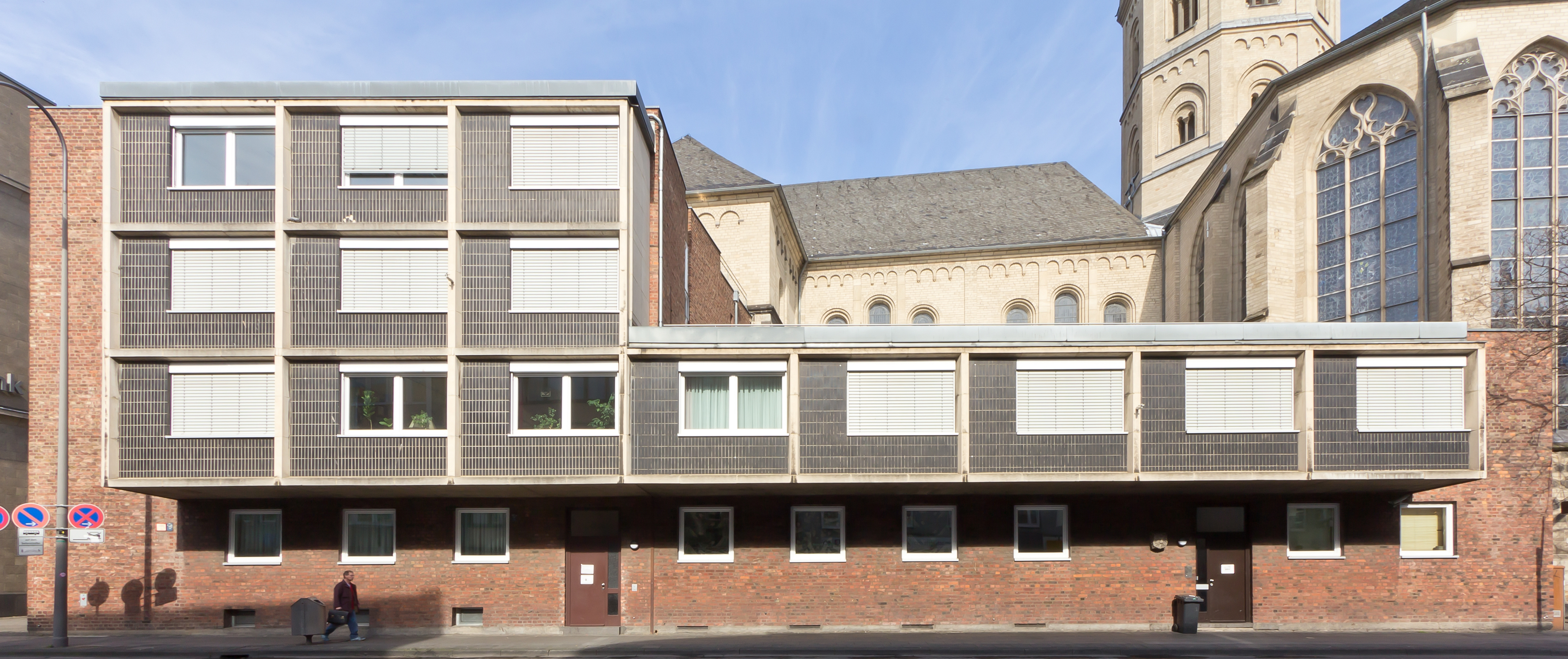
Filial-Dominikanerkloster an St. Andreas

Als 1898 die ersten Dominikaner der Dominikanerprovinz Teutonia nach Köln zurückkehrten, wohnten sie provisorisch in einem Mietshaus in der Melchiorstraße 35. Am 2. Oktober 1902 wurde der Grundstein zur neuen Klosterkirche auf der Lindenstraße 45 gelegt (errichtet nach Plänen von Caspar Clemens Pickel). Am 10. Mai 1904 wurde die Kirche geweiht.
Otto Linnemann schuf Glasfenster für die Kirche, und zwar 3 mittlere Chorfenster mit der Anbetung des Lammes, 1 Westfenster über der Orgel mit musizierenden Engeln, David und Ezechiel sowie 10 ornamentale Fenster im Hochschiff. Die malerische Gestaltung wurde u. a. vom ansässigen Dominikanerpater Lucas (Eduard) Knackfuss durchgeführt.
Im April 1941 wurde die historisch bedeutende Chronik der Dominikaner vor den Nazis in einem Keller im Kölner Gottesweg 83 in Sicherheit gebracht. Das erwies sich als vorausschauend, denn die Gestapo beschlagnahmte am 16. Juli 1941 das Kloster; das Vermögen wurde aufgrund eines Schreibens des Regierungspräsidenten vom 26. Februar 1942 konfisziert.
Kirche und Kloster wurden am 31. Mai 1942 durch Bomben stark beschädigt, am 2. März 1945 weitgehend zerstört.
Der Wiederaufbau einer dreischiffigen Hallenkirche mit Dachreiter begann 1947 unter Hans Joachim Lohmeyer, die Weihe erfolgte am 11. Oktober 1952.
1947 wurde auch St. Andreas, die Grabeskirche des hl. Albertus Magnus, den Dominikanern übergeben, die dort ein weiteres Kloster – seit 2004 Filialkonvent – einrichteten.